# Anderson Machine Company
Anderson Machine Company war ein US-amerikanischer Hersteller von Automobilen.

## Unternehmensgeschichte
Das Unternehmen hatte seinen Sitz in Bedford in Indiana. Etwa im Mai 1906 begann die Produktion von Automobilen. Der Markenname lautete Anderson. Im Oktober 1906 berichtete die Presse darüber. Im November 1906 gab es eine erneute Meldung, dass die Produktion nach sechs Monaten endete. Die Anzahl hergestellter Fahrzeug blieb gering.
Es gab keine Verbindungen zur Anderson Carriage Manufacturing Company und Anderson Buggy Company, die den gleichen Markennamen verwendeten.
Fred Postal übernahm das Unternehmen, gründete die Postal Automobile & Engineering Company und setzte die Produktion unter eigenem Markennamen fort.

## Fahrzeuge
Das einzige Modell war ein Highwheeler. Ein luftgekühlter Zweizylindermotor mit 12,5 PS Leistung trieb die Fahrzeuge an. Der offene Runabout bot Platz für zwei Personen. Auffallend waren die Vollgummireifen.